# Kang Seung-hyun
Kang Seung-hyun (22 de septiembre de 1987), conocida comúnmente como Hyoni Kang, es una modelo surcoreana, ganadora del título Model of the World de Ford a la edad de 19 años.

## Carrera
Es la primera modelo asiática en ganar este premio.

## Filmografía

### Películas
| Año  | Título   | Personaje | Ref.  |
| ---- | -------- | --------- | ----- |
| 2018 | Believer | So-yeon   | [ 3 ] |

### Series de televisión
| Año  | Título       | Papel            | Red              | Notas               |
| ---- | ------------ | ---------------- | ---------------- | ------------------- |
| 2020 | My Holo Love | Yoo-ram          | Netflix          | [ 4 ]               |
| 2015 | We Broke Up  | Yoon Ni-na       | CJ E&M Web-Drama | protagonista        |
| 2015 | High Society | Beauty&Beauty MC | SBS              | Cameo (Episodio 15) |

### Programas de televisión
| Año  | Título      | Notas                                               |
| ---- | ----------- | --------------------------------------------------- |
| 2016 | Battle Trip | participó junto a Sandara Park - (ep. 19-20, 33-34) |

### Presentadora
| Año  | Evento                 | Notas                                  |
| ---- | ---------------------- | -------------------------------------- |
| 2010 | 10th Asia Model Awards | junto a Shin Hyun-joon y Stephanie Lee |